# Мор (Атлантические Пиренеи)
Мор (фр. Maure) — коммуна во Франции, находится в регионе Аквитания. Департамент — Атлантические Пиренеи. Входит в состав кантона Пе-де-Морлаас и дю Монтанерес. Округ коммуны — По.
Код INSEE коммуны — 64372.

## География
Коммуна расположена приблизительно в 640 км к югу от Парижа, в 170 км южнее Бордо, в 26 км к востоку от По.
На востоке коммуны протекает река Луэт.

### Климат
Климат тёплый океанический. Зима мягкая, средняя температура января — от +5°С до +13°С, температуры ниже −10 °C бывают редко. Снег выпадает около 15 дней в году с ноября по апрель. Максимальная температура летом порядка 20-30 °C, выше 35 °C бывает очень редко. Количество осадков высокое, порядка 1100 мм в год. Характерна безветренная погода, сильные ветры очень редки.

## Население
Население коммуны на 2010 год составляло 118 человек.
| 1962 | 1968 | 1975 | 1982 | 1990 | 1999 | 2010 |
| ---- | ---- | ---- | ---- | ---- | ---- | ---- |
| 99   | 86   | 92   | 99   | 103  | 116  | 118  |

## Администрация
| Период | Период | Фамилия                 | Партия                  | Примечания |
| ------ | ------ | ----------------------- | ----------------------- | ---------- |
| 1977   | 1995   | Ролан Клуте             | Социалистическая партия |            |
| 1995   | 2008   | Кристиан Анжевен-Казнав | Социалистическая партия |            |
| 2008   | 2020   | Кристиан Дюг            |                         |            |

## Экономика
В 2010 году среди 81 человека трудоспособного возраста (15-64 лет) 69 были экономически активными, 12 — неактивными (показатель активности — 85,2 %, в 1999 году было 79,5 %). Из 69 активных жителей работали 64 человека (35 мужчин и 29 женщин), безработных было 5 (3 мужчин и 2 женщины). Среди 12 неактивных 4 человека были учениками или студентами, 7 — пенсионерами, 1 был неактивным по другим причинам.

## Достопримечательности
- Церковь Св. Мартина (XIV век)[4]